# Krypveronika
Krypveronika (Veronica repens) är en grobladsväxtart som beskrevs av Jacques Clarion och Dc.. Enligt Catalogue of Life ingår Krypveronika i släktet veronikor och familjen grobladsväxter, men enligt Dyntaxa är tillhörigheten istället släktet veronikor och familjen grobladsväxter. IUCN kategoriserar arten globalt som livskraftig. Arten har ej påträffats i Sverige.

## Underarter
Arten delas in i följande underarter:
- V. r. cyanea
- V. r. repens

## Bildgalleri

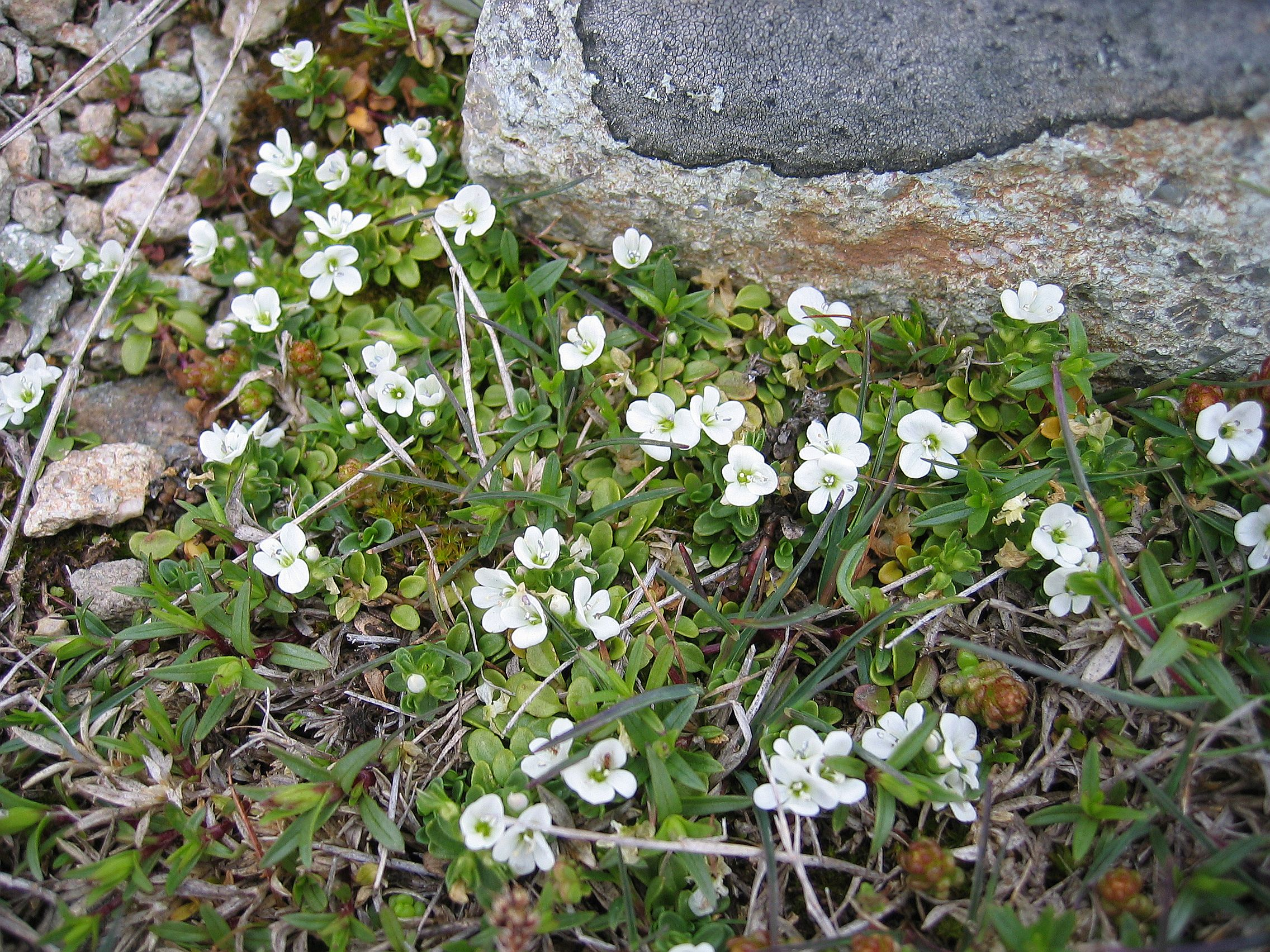
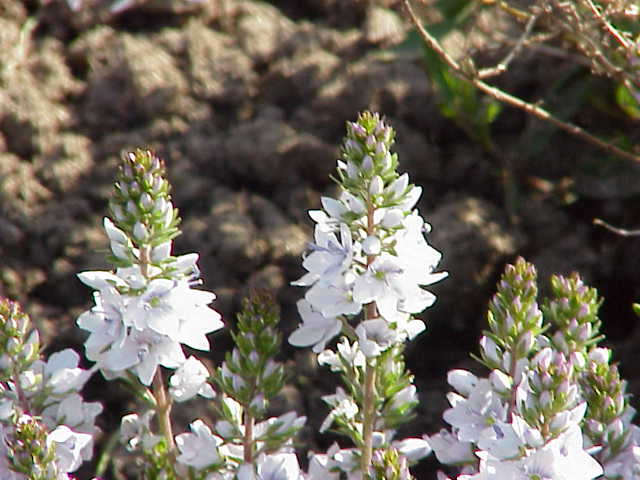
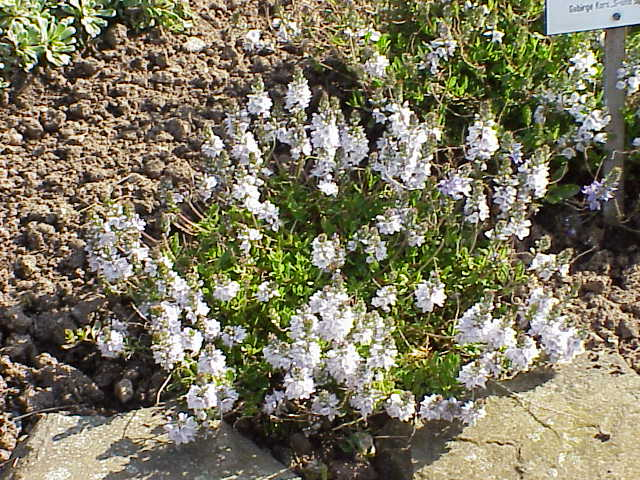